# Geoff Knorr
Geoff Knorr, född 1985, är en amerikansk spelkompositör främst känd för sina bidrag till spelserien Sidmeier's Civilization så som Civlization 5 och Civilization VII. Han föddes i delstaten Massachusetts, växte upp i delstaten Georgia och komponerade sitt första musikaliska stycke när han gick i åttan. Han har bland annat nominerats till priser som ASCAP Morton Gould Young Composer Award 2004  samt vunnit priset International Film Music Critics Association Award 2014 för sitt arbete i spelet Civlization: Beyond Earth.